# Anania ledereri
Anania ledereri är en fjärilsart som beskrevs av Hans Georg Amsel 1956. Anania ledereri ingår i släktet Anania och familjen gräsmott, Crambidae. Inga underarter finns listade i Catalogue of Life.